# Fehérfarkú földimókus
A fehérfarkú földimókus (Ammospermophilus leucurus) az emlősök (Mammalia) osztályának a rágcsálók (Rodentia) rendjébe, ezen belül a mókusfélék (Sciuridae) családjába tartozó faj.
Az Ammospermophilus nem típusfaja.

## Előfordulása
Észak-Amerika nyugati területén honos.

## Alfajai
- Ammospermophilus leucurus canfieldiae Huey, 1929
- Ammospermophilus leucurus cinamomeus Merriam, 1890
- Ammospermophilus leucurus escalante Hansen, 1955
- Ammospermophilus leucurus extimus Nelson & Goldman, 1929
- Ammospermophilus leucurus leucurus Merriam, 1889
- Ammospermophilus leucurus notom Hansen, 1955
- Ammospermophilus leucurus peninsulae J. A. Allen, 1893
- Ammospermophilus leucurus pennipes A. H. Howell, 1931
- Ammospermophilus leucurus tersus Goldman, 1929

## Megjelenése
A fehérfarkú földimókus hossza 18–23 cm, a súlya 100-140 g.

## Táplálkozása
A fehérfarkú földimókus étrendje a magok, de a gyíkokat sem veti meg.